# Giancarlo Rossi (politico)
Giancarlo Rossi (Correggio, 26 febbraio 1925 – San Colombano al Lambro, 17 luglio 2013) è stato un politico italiano.

## Biografia
Nato a Correggio in Emilia il 26 febbraio 1925, perse il fratello nel 1944, assassinato dai fascisti nella chiesa di Rio Saliceto. Trasferitosi in Friuli nel 1952, fu segretario comunale di Clauzetto e poi a Morsano al Tagliamento. Perfezionatosi in diritto amministrativo presso l'Università di Trieste, venne assegnato all'Ufficio enti locali di Udine.
Iscritto alla Democrazia Cristiana, fu eletto presidente della Provincia di Pordenone nel 1975, guidando l'amministrazione provinciale nei difficili anni del terremoto e successiva ricostruzione. Dal 1979 al 1983 è stato sindaco di Pordenone.
Ritiratosi dalla politica, si è dedicato principalmente al volontariato, istituendo l'AIFA (Associazione italiana fra anziani) e divenendo membro attivo della locale Croce Rossa Italiana.